# شمارش معکوس (فیلم ۲۰۰۴)
«شمارش معکوس» (روسی: Личный номер) یک فیلم است که در سال ۲۰۰۴ منتشر شد. از بازیگران آن می‌توان به لوئیس لومبار و جان آموس اشاره کرد.